# Honda XR
Pour les articles homonymes, voir XR.

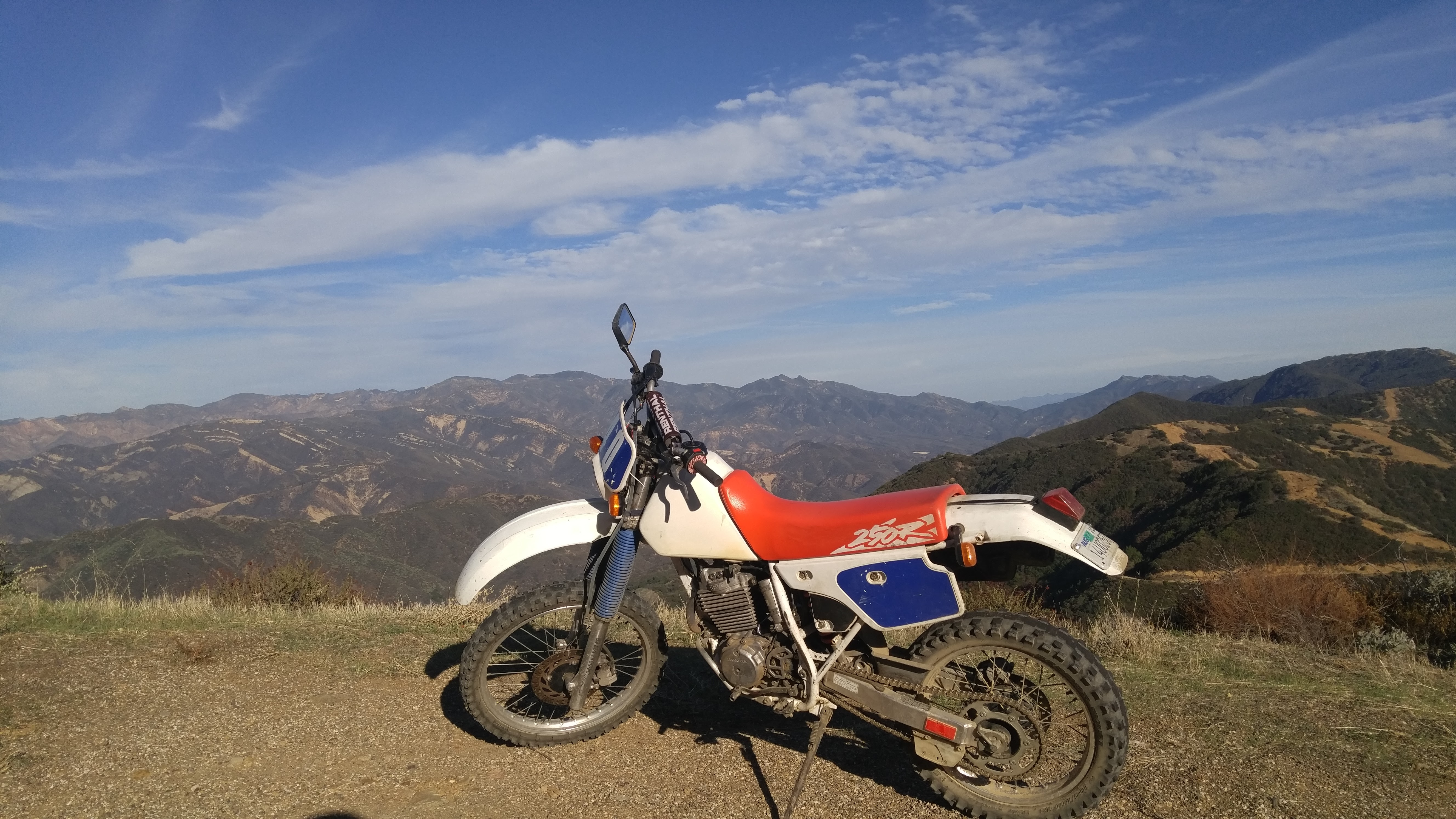
Une Honda XR 250R de 1994.

La série XR de Honda est une gamme de motocyclettes 4 temps monocylindre conçue au Japon et qui a été assemblée partout dans le monde. Cette série a été progressivement remplacée par la gamme « CRF ». Certaines motos XR sont apparues en 2 versions : la R et la L. La version R a été pensée pour une utilisation tout-terrain, permettant un usage plus sportif en enduro.
La gamme XR est depuis le milieu des années 2000 entièrement remplacée par la gamme CRF/X.
Les XR redeviennent intéressantes par leur simplicité et leur charmes tout en pouvant être très efficace en conduite sportives.

## Modèles de la gamme Honda XR
- XR 50
- XR 70
- XR 80
- XR 100
- XR 125
- XR 200
- XR 250 (en)
- XR 350
- XR 400
- XR 500R
- XR 600R
- XR 650L
- XR 650R
- XR 650 V Africa Twin
- XR 750 V Africa Twin